# Мостарска резолуција
Мостарска резолуција је била једна од Муслиманских резолуција коју је током Другог светског рата у Мостару (тада у саставу Независне Државе Хрватске) усвојило муслиманско свештенство. Овом резолуцијом се констатују небројени злочини, преступи, злоупотребе над православним Србима и њихово присилно навођење на проверу вере.

## Позадина
Током Другог светског рата је територија Босне и Херцеговине припала државној творевини Независној Држави Хрватској чије је формирање, уз подршку Трећег рајха, прогласио Славко Кватерник 10. априла 1941. године. У Независној Држави Хрватској је убрзо по њеном оснивању започет геноцид над Србима, Јеврејима и Ромима. У циљу спровођења политике геноцида је створен велики број концентрационих логора. Срби чије који су чинили релативну већину становника Босне и Херцеговине су постали жртве ове политике геноцида. Део муслиманског становништва се сврстао уз усташе и учествовао у вршењу геноцида. Поред тога, смишљеним активностима као што су коришћење муслиманских одевних предмета током вршења злочина над Србима и намерним гласним ословљавањем муслиманским именима су усташе изазивале сукобе између Срба и муслимана. Овакви догађаји су утицали на то да муслимани из Босне и Херцеговине усвоје читав низ резолуција:
- Зеничка резолуција
- Сарајевска резолуција
- Приједорска резолуција
- Мостарска резолуција
- Бањалучка резолуција
- Тузланска резолуција
- Бијељинска резолуција и
- Требињска резолуција